# 朴美罗 (手球运动员)
朴美罗（韩语： Park Mira，1987年4月20日—），生于大邱广域市，韩国女子手球运动员，司职守门员，2014年亚洲运动会女子手球金牌得主、2018年亚洲运动会女子手球金牌得主。